# Tancyriej
Tancyriej (ros. Танцырей) – wieś w Rosji, w obwodzie woroneskim, w rejonie borisoglebskim. W 2010 liczyła 1232 mieszkańców.